# Championnat d'Allemagne masculin de handball 2004-2005
Navigation
Bundesliga 2003-2004 Bundesliga 2005-2006
Le Championnat d'Allemagne masculin de handball 2004-2005 est la cinquante sixième édition de cette compétition.
Le championnat de Division 1 de handball est le plus haut niveau du championnat d'Allemagne de ce sport. 
À l'issue de la saison, le THW Kiel remporte son 11e titre de Champion d'Allemagne.
En bas du classement, le SV Post Schwerin, dernier du classement, est accompagné par les clubs du TUSEM Essen et du SG Wallau-Massenheim, relégués administrativement pour cause de faillite.

## Présentation de la saison
Quatre-vingt-un étrangers jouent en première division dont 11 uniquement à Flensburg qui compte sept nationalités différentes en son sein. Lemgo, pour sa part, n’a engagé que deux joueurs étrangers. Le joueur le plus grand demeure Mark Dragunski et ses 2,14 m à Essen et le plus petit Ljubomir Vranjes à Nordhorn avec 1,68 m. Le meilleur réalisateur reste Kyung-Shin Yoon de Gummersbach et ses 2273 buts, tandis que l’international le plus capé est Klaus-Dieter Petersen de Kiel avec 339 sélections. Le joueur le plus âgé est Goran Stojanović (de), 38 ans, qui effectue sa 28e saison de handball, et le plus jeune Lasse Kohnagel de Flensburg a seulement 17 ans. Andreas Klimpke est, quant à lui, le plus fidèle puisqu'il entame  sa 27e saison avec le HSG Wetzlar depuis 1978,,
- SG Flensburg-Handewitt (1er)
  - Arrivées : Blaženko Lacković (RK Zagreb), Glenn Solberg (FC Barcelone), Kaupo Palmar (IFK Ystad HK)
  - Départs : Lars Krogh Jeppesen (FC Barcelone), Maik Makowka (SG Wallau-Massenheim), Stefan Schröder (HSG Düsseldorf), Kjetil Strand (Bjerringbro HK), Pierre Thorsson (Hästö IF), Frank Wahl (Stralsunder HV), Tomasz Wilkosz (VfL Fredenbeck), Alexander Buchmann (US Ivry à partir de janvier 2004), Damian Moszczynski (Grasshopper Club Zurich, à partir de janvier 2004)
- THW Kiel (2e)
  - Arrivées : Frode Hagen (FC Barcelone), Henrik Lundström (Redbergslids IK), Kim Andersson (IK Sävehof)
  - Départs : Florian Wisotzki (Wacker Thoune), Demetrio Lozano (Portland San Antonio), Piotr Przybecki (HSG Nordhorn), Nikolaj Bredahl Jacobsen (Viborg HK), Klaus-Dieter Petersen (Co-entraîneur)
- TBV Lemgo (3e)
  - Arrivées : Logi Geirsson (FH Hafnarfjörður)
  - Départs : Carlos Lima (Suisse), Matthias Struck (Frisch Auf Göppingen)
- SC Magdebourg (4e)
  - Arrivées : Renato Vugrinec (RK Celje), Karol Bielecki (KS Kielce), Arnor Atlason (KA Akureyri)
  - Départs : Stefan Kloppe (Eintracht Hildesheim), Robert Licu (arrêt), Bennet Wiegert (Wilhelmshavener HV), Nenad Peruničić (SG Wallau-Massenheim), Vladimir Mandic (Partizan Belgrade), Robert Lux et Martin Ziemer (VfL Fredenbeck)
- HSV Hambourg (5e)
  - Arrivées : Matthias Rauh (Constance), Matthias Flohr (Ahlen), Jan Schult (HSG Henstedt-Ulzburg)
  - Départs : Jonas Ernelind (IK Sävehof), Kjell Landsberg (TSV Bayer Dormagen), Joakim Agren (Destination inconnue), Tormod Moldestad (Sandefjord TIF), Simen Muffetangen (Aalborg Håndbold), Moustapha Taj (ThSV Eisenach), Morten Bjerre (Viborg HK), Jörn Kammler et Peter Möller (Destination inconnue)
- VfL Gummersbach (6e)
  - Arrivées : Daniel Narcisse (Chambéry SH), Ian Marko Fog (HSG Nordhorn), Michaël Thys (Don Bosco Gand), Nijaz Boskailo (Wermelskirchener TV)
  - Départs : Tobias Schröder, Dirk Hartmann (TuS N-Lübbecke), Andreas Rastner (Destination inconnue), Sead Hasanefendić (entraîneur)
- TUSEM Essen (7e)
  - Arrivées : Mario Kelentrić (RK Zagreb), Christian Rose (SG Wallau-Massenheim), Evars Klesniks (ThSV Eisenach), Ruiz Sergio Casanova (ThSV Eisenach).
  - Départs : Jesper Larsson (Nordhorn), Jan-Thomas Lauritzen (TuS N-Lübbecke), Oliver Tesch (Bayer Dormagen), Christian Caillat (Destination inconnue), Stephan Krebietke (arrêt)
- TV Großwallstadt (8e)
  - Départs : Heiko Grimm (SG Wallau-Massenheim), Henning Siemens (Tuspo Obernburg), Michael Jahns (Stralsunder HV)
  - Arrivées : Tom Meisinger (Tuspo Obernburg), Einar Holmgeirsson (IR Reykjavik), Daniel Brack (TSG Ludwigsburg), Viatcheslav Lochman (ZTR Zaporijia), Gregor Schmeißer (SG Heddesheim)
- SG Wallau-Massenheim (9e)
  - Départs : Steffen Weber (SG Kronau/Östringen), Runar Sigtryggsson (Destination inconnue), Christian Rose (TuSEM Essen), Gregor Werum (SG Kronau/Östringen)
  - Arrivées : Heiko Grimm (TV Großwallstadt), Nenad Peruničić (SC Magdebourg), Mathias Lenz (SG Leutershausen), Andreas Rastner (VfL Gummersbach), Maik Makowka (SG Flensburg-Handewitt)
- HSG Nordhorn (10e)
  - Départs : Andreas Larsson (Destination inconnue), Ian Marko Fog (VfL Gummersbach), Michael Hoffmann (Destination inconnue)
  - Arrivées : Mark Bult (E&O Emmen), Mathias Franzén (FC Barcelone), Piotr Przybecki (THW Kiel), Jesper Larsson (TuSEM Essen)
- Wilhelmshavener HV (11e)
  - Départs : Naoufel Fathalla et Zvonimir Bilić (Destination inconnue), Dusko Bilanovic et Oliver Groß (TV Emsdetten), Valter Matošević (RK Zagreb), Marco Beers (HV Kras/Volendam)
  - Arrivées : Bennet Wiegert (SC Magdebourg), Robertas Pauzuolis (Haukar Hafnarfjörður), Fabian Kehle (Frisch Auf Göppingen), Marc Hohenberg (TSV Anderten)
- HSG Wetzlar (12e)
  - Arrivées : Alexis Alvanos (Athènes), Sebastian Roth (Kirchzell), Holger Schneider (entraîneur, SV Post Schwerin)
  - Départs : Niko Bepler (Obernburg), Velimir Petković (entraîneur, Frisch Auf Göppingen)
- GWD Minden (13e)
  - Départs : Denis Maksimovich (Aurich), Aaron Ziercke, Mike Bezdicek, Jesús Fernandez Oceja et Jan de Bakker (Destination inconnue)
  - Arrivées : Fredrik Ohlander (FC Barcelone), Ognjen Backovic (Ljubljana), Patrekur Jóhannesson (CD Bidasoa)
- Frisch Auf Göppingen (14e)
  - Départs : Jaume Fort Mauri et Marc Nagel (Arrêt), David Szlezak (HBW Balingen-Weilstetten), Salva Puig (FC Barcelone), Pascal Morgant (VfL Waiblingen), Fabian Kehle (Wilhelmshavener HV), Marius Nagel (TSG Sölfingen), Nils Brandt (TV Kornwestheim)
  - Arrivées : Martin Galia (Redbergslids IK), Andrius Stelmokas (KA Akureyri), Matthias Struck (HSG Augustdorf/Hövelhof), Volker Michel (Sélestat Alsace Handball), Velimir Petković (entraîneur, HSG Wetzlar), Michal Shejbal (1. MHK Košice)
- VfL Pfullingen (15e)
  - Arrivées : Alexander Stević (HBW Balingen-Weilstetten), Eckhard Nothdurft (entraîneur)
  - Départs : Alexander Job et Ivan Zoubkoff (HBW Balingen-Weilstetten), Johannes Hirsch, Michael Hoffmann et Markus Krauthoff (Destination inconnue)
- HSG Düsseldorf (promu)
  - Départs : Richard Ratkan (entraîneur, VfL Gummersbach), Mirko Bernau (TV Korschenbroich), Nils Lehmann (arrêt)
  - Arrivées : Markús Máni Michaelsson Maute (Valur Reykjavik), Stefan Schröder (SG Flensburg-Handewitt), Nils Lehmann (entraîneur)
- TuS N-Lübbecke (promu)
  - Départs : Gerit Winnen (SG Willstätt/Schutterwald), Jérôme Cazal (Eintracht Hildesheim), Edgar Shwank (Destination inconnue), Robert Andersson (Lugi HB), Jan-Philip Wilgerodt (OHV Aurich), Stefan Kloppe (Eintracht Hildesheim), Jan et Marc Pohlmann (GWD Minden), Michael Rocksien (entraîneur, HSG Wetzlar).
  - Arrivées : Tobias Schröder et Dirk Hartmann (VfL Gummersbach), Rolf Hermann (HSG Augustdorf/Hövelhof), Nandor Fazekas (Veszprém KSE), Daniel Kubeš (HK Drott Halmstad), Jan-Thomas Lauritzen (TuSEM Essen)
- SV Post Schwerin (promu)
  - Départs : Frank Løke (FC Copenhague), Matthias Günther (TSV St. Otmar Saint-Gall), Lars Melzer (1. SV Concordia Delitzsch), Lars Klüttermann (HBW Balingen-Weilstetten), Oliver Mayer (HC Empor Rostock), Holger Schneider (entraîneur, HSG Wetzlar), Holger Antemann (Destination inconnue).
  - Arrivées : Stefan Völkers (VfL Fredenbeck), Christian Pahl (VfL Potsdam),Peter Pysall (entraîneur, SG Leutershausen).

## Compétition

### Classement final
Le classement final est :
|    | Équipe                    | Pts  | J  | G  | N | P  | Bp   | Bc   | Diff |
| -- | ------------------------- | ---- | -- | -- | - | -- | ---- | ---- | ---- |
| 1  | THW Kiel                  | 62   | 34 | 30 | 2 | 2  | 1117 | 936  | 181  |
| 2  | Flensburg-Handewitt (T,C) | 60   | 34 | 29 | 2 | 3  | 1084 | 887  | 197  |
| 3  | SC Magdebourg             | 49   | 34 | 24 | 1 | 8  | 1114 | 984  | 130  |
| 4  | TBV Lemgo                 | 46   | 34 | 23 | 0 | 11 | 1067 | 941  | 126  |
| 5  | VfL Gummersbach           | 45   | 34 | 21 | 3 | 10 | 1011 | 910  | 101  |
| 6  | HSG Nordhorn              | 41   | 34 | 19 | 3 | 12 | 1033 | 984  | 49   |
| 7  | TUSEM Essen               | 39   | 34 | 18 | 3 | 13 | 971  | 930  | 41   |
| 8  | Frisch Auf Göppingen      | 36   | 34 | 17 | 2 | 15 | 978  | 963  | 15   |
| 9  | HSV Hambourg (S)          | 33-8 | 34 | 19 | 3 | 12 | 954  | 920  | 34   |
| 10 | SG Wallau-Massenheim      | 31   | 34 | 14 | 3 | 17 | 1016 | 1062 | -46  |
| 11 | TuS Nettelstedt-Lübbecke  | 27   | 34 | 12 | 3 | 19 | 1019 | 1073 | -54  |
| 12 | Wilhelmshavener HV        | 27   | 34 | 13 | 1 | 20 | 898  | 973  | -75  |
| 13 | TV Großwallstadt          | 25   | 34 | 12 | 1 | 21 | 890  | 958  | -68  |
| 14 | HSG Wetzlar               | 22   | 34 | 10 | 2 | 22 | 934  | 1031 | -97  |
| 15 | HSG Düsseldorf            | 21   | 34 | 9  | 3 | 22 | 890  | 985  | -95  |
| 16 | GWD Minden-Hannover       | 18   | 34 | 7  | 4 | 23 | 931  | 1016 | -85  |
| 17 | VfL Pfullingen            | 13   | 34 | 6  | 1 | 27 | 893  | 1029 | -136 |
| 18 | SV Post Schwerin          | 9    | 34 | 4  | 1 | 29 | 890  | 1108 | -218 |

|                                 | Champion d'Allemagne 2004-2005, qualifié pour la Ligue des champions |
|                                 | Qualification pour la Ligue des champions                            |
|                                 | Qualification pour la coupe des Coupes                               |
|                                 | Qualification pour la coupe de l'EHF                                 |
|                                 | Relégation administrative en Division 2                              |
|                                 | Relégation en Division 2                                             |
| (T)                             | Tenant du titre                                                      |
| (C)                             | Vainqueur de la Coupe d'Allemagne                                    |
| (S)                             | Vainqueur de la Supercoupe d'Allemagne                               |
| en augmentation                 | Promu de Division 2 en début de saison                               |
| - -8 : Points de pénalité reçus |                                                                      |

1. ↑  Le HSV Hambourg a été sanctionné à l'issue de la saison de 8 points de pénalité à la suite de problèmes de licences.

### Résultats
| Résultats (dom.\ext.)                                      | KIE   | FLE   | MAG   | LEM   | GUM   | NOR   | ESS   | GÖP   | HAM   | W-M   | N-L   | WIL   | TVG   | WET   | DUS   | M-H   | PFU   | SCH   |
| THW Kiel                                                   |       | 26-26 | 36-27 | 34-31 | 36-32 | 31-26 | 32-25 | 33-33 | 34-22 | 42-30 | 34-28 | 38-29 | 28-25 | 30-24 | 36-29 | 34-23 | 38-25 | 34-27 |
| SG Flensburg-Handewitt                                     | 25-21 |       | 35-29 | 31-29 | 28-24 | 34-29 | 27-24 | 31-28 | 36-28 | 38-29 | 45-30 | 34-28 | 32-27 | 30-23 | 31-26 | 35-27 | 39-21 | 43-29 |
| SC Magdebourg                                              | 35-39 | 32-39 |       | 33-32 | 33-29 | 38-29 | 19-24 | 35-28 | 37-29 | 27-26 | 34-27 | 26-21 | 30-18 | 37-28 | 35-27 | 32-24 | 32-26 | 40-26 |
| TBV Lemgo                                                  | 26-31 | 31-34 | 37-31 |       | 30-33 | 31-27 | 28-23 | 37-28 | 31-25 | 31-28 | 37-32 | 30-26 | 30-16 | 35-21 | 35-30 | 31-20 | 32-23 | 38-22 |
| VfL Gummersbach                                            | 22-23 | 24-23 | 27-27 | 31-18 |       | 31-31 | 30-29 | 29-23 | 29-24 | 35-27 | 30-27 | 29-30 | 30-17 | 34-25 | 28-24 | 30-30 | 30-21 | 36-26 |
| HSG Nordhorn                                               | 33-34 | 27-27 | 31-42 | 24-28 | 26-23 |       | 28-26 | 39-30 | 29-31 | 31-26 | 30-30 | 23-19 | 30-22 | 37-30 | 36-27 | 32-26 | 36-27 | 32-26 |
| TUSEM Essen                                                | 21-28 | 26-32 | 31-28 | 33-30 | 29-32 | 28-24 |       | 28-27 | 30-25 | 30-30 | 36-27 | 30-24 | 26-23 | 25-20 | 26-21 | 33-31 | 32-25 | 33-26 |
| Frisch Auf Göppingen                                       | 31-30 | 26-27 | 27-28 | 32-31 | 30-25 | 27-30 | 28-28 |       | 25-28 | 36-30 | 32-31 | 25-30 | 29-24 | 32-29 | 25-21 | 27-23 | 26-24 | 32-26 |
| HSV Hambourg                                               | 24-25 | 28-22 | 28-26 | 34-23 | 30-29 | 26-24 | 28-25 | 26-31 |       | 21-21 | 38-26 | 32-21 | 31-26 | 22-24 | 29-19 | 30-30 | 29-23 | 29-23 |
| W-M                                                        | 28-32 | 32-35 | 33-34 | 34-41 | 33-45 | 36-39 | 34-32 | 23-33 | 33-31 |       | 34-32 | 29-26 | 24-22 | 37-27 | 29-28 | 30-25 | 34-28 | 33-26 |
| TuS Nettelstedt-Lübbecke                                   | 33-41 | 23-27 | 32-36 | 31-38 | 33-32 | 27-33 | 26-26 | 33-31 | 22-24 | 36-29 |       | 22-23 | 32-30 | 27-27 | 32-31 | 32-27 | 30-26 | 41-29 |
| Wilhelmshavener HV                                         | 32-42 | 18-30 | 28-39 | 22-34 | 25-28 | 25-32 | 33-31 | 24-23 | 25-21 | 27-27 | 30-35 |       | 21-22 | 32-26 | 26-20 | 24-22 | 27-24 | 29-28 |
| TV Großwallstadt                                           | 26-30 | 27-25 | 37-36 | 28-27 | 23-28 | 28-25 | 24-29 | 24-26 | 31-28 | 23-26 | 40-35 | 32-35 |       | 36-34 | 21-24 | 29-25 | 29-24 | 31-22 |
| HSG Wetzlar                                                | 25-33 | 21-29 | 23-32 | 29-30 | 23-31 | 33-29 | 30-37 | 31-25 | 27-27 | 27-28 | 29-24 | 30-29 | 29-25 |       | 32-27 | 29-26 | 35-32 | 31-28 |
| HSG Düsseldorf                                             | 30-36 | 22-29 | 27-35 | 24-27 | 21-25 | 28-32 | 27-25 | 23-31 | 29-32 | 32-29 | 27-24 | 24-22 | 26-26 | 29-23 |       | 26-24 | 28-27 | 27-26 |
| GWD Minden-Hannover                                        | 31-34 | 20-33 | 26-40 | 29-30 | 29-30 | 27-33 | 34-29 | 22-26 | 30-34 | 33-27 | 37-40 | 27-24 | 22-28 | 34-30 | 31-31 |       | 27-25 | 32-21 |
| VfL Pfullingen                                             | 22-23 | 29-32 | 30-33 | 24-32 | 28-33 | 34-39 | 22-33 | 24-31 | 33-37 | 26-28 | 23-26 | 32-30 | 29-24 | 30-28 | 31-26 | 23-23 |       | 29-25 |
| SV Post Schwerin                                           | 30-39 | 23-40 | 24-36 | 18-36 | 28-27 | 26-27 | 27-28 | 36-34 | 21-23 | 31-39 | 27-33 | 26-33 | 30-26 | 32-31 | 29-29 | 24-34 | 22-23 |       |
| - Victoire à domicile - Match nul - Victoire à l'extérieur |       |       |       |       |       |       |       |       |       |       |       |       |       |       |       |       |       |       |

### Champion d'Allemagne 2004-2005
| Champion d'Allemagne de handball 2004-2005 THW Kiel 11e titre |

L'effectif du club était :
- Henning Fritz (GDB)
- Mattias Andersson (GDB)
- Dennis Klockmann
- Frode Hagen
- Stefan Lövgren
- Martin Boquist
- Christian Zeitz
- Roman Pungartnik
- Christoph Schindler
- Adrian Wagner
- Henrik Lundström
- Johan Petersson
- Marcus Ahlm
- Sebastian Preiß
- Klaus-Dieter Petersen

- Entraîneur : Zvonimir Serdarušić

## Statistiques et récompenses

### Meilleur joueur

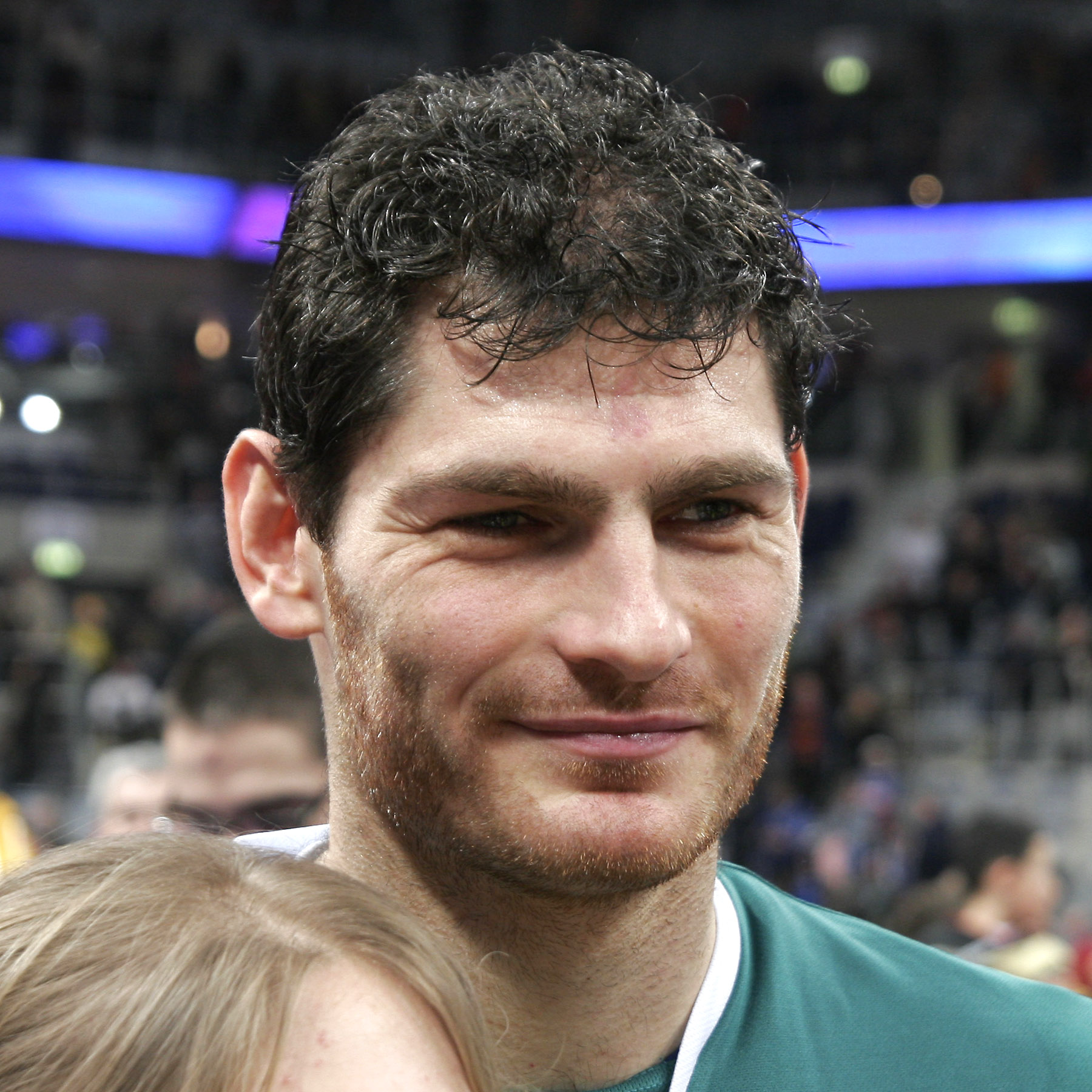
Henning Fritz est le meilleur joueur de la saison.

Henning Fritz, le gardien de but du THW Kiel, est élu par les 18 entraineurs des clubs meilleur joueur de la saison.

### Meilleurs buteurs

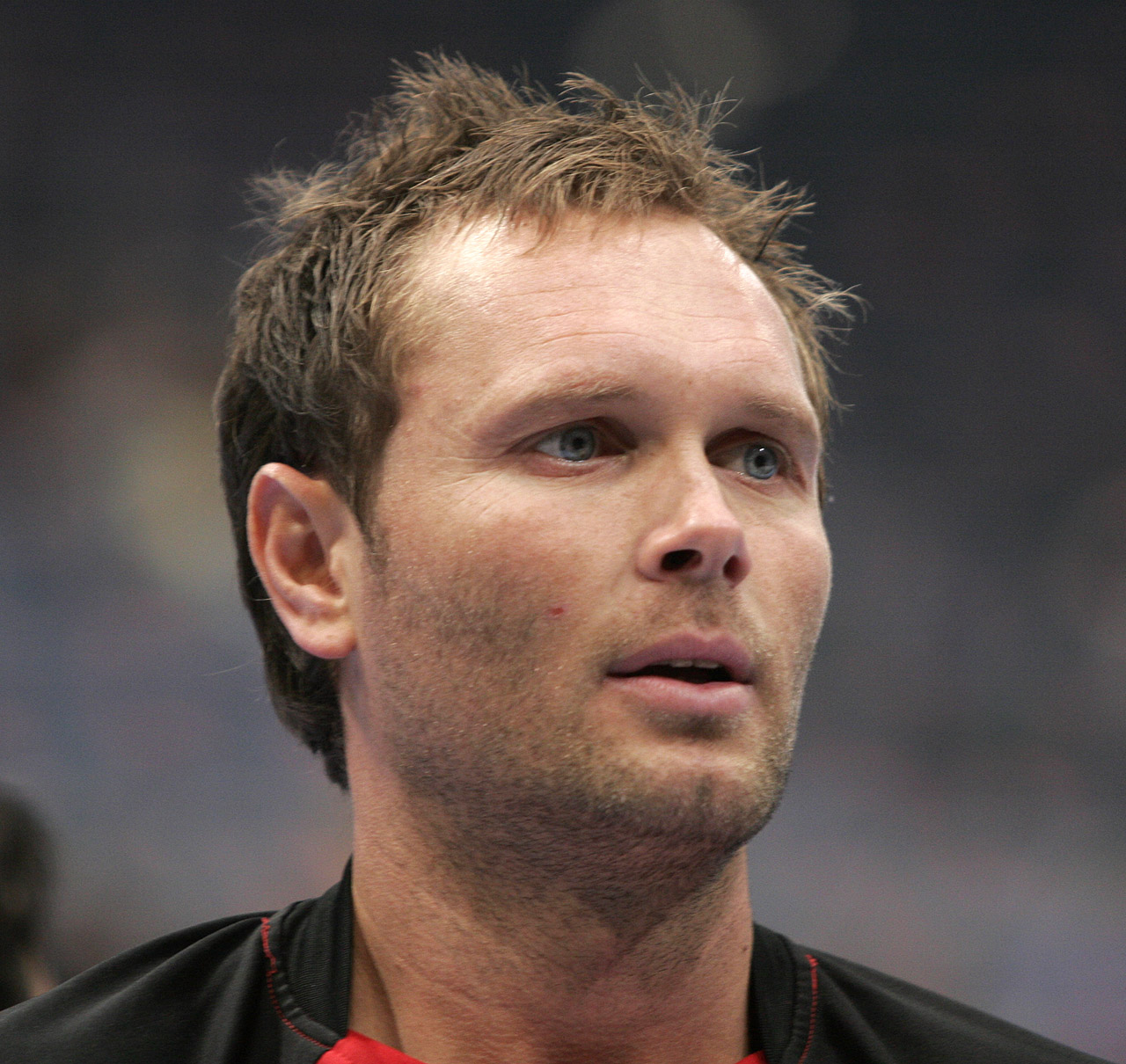
Lars Christiansen est le meilleur buteur de la saison.

| Rang | Joueur            | Équipe                 | Buts | 7 m | MJ | Moy. |
| ---- | ----------------- | ---------------------- | ---- | --- | -- | ---- |
| 1    | Lars Christiansen | SG Flensburg-Handewitt | 258  | 102 | 34 | 7,59 |
| 02   | Jan Filip         | HSG Nordhorn           | 250  | 70  | ?  | ?    |
| 03   | Björn Navarin     | VfL Pfullingen         | 247  | 95  | ?  | ?    |
| 04   | Johan Petersson   | THW Kiel               | 227  | 84  | ?  | ?    |
| 05   | Yoon Kyung-shin   | VfL Gummersbach        | 221  | 63  | ?  | ?    |
| 06   | Michael Hegemann  | HSG Düsseldorf         | 217  | 70  | ?  | ?    |
| 07   | Nebojša Golić     | HSG Wetzlar            | 203  | 99  | ?  | ?    |
| 08   | Oleg Velyky       | TUSEM Essen            | 202  | 62  | ?  | ?    |
| 09   | Matthias Rauh     | HSV Hambourg           | 194  | 104 | ?  | ?    |
| 10   | Bennet Wiegert    | Wilhelmshavener HV     | 190  | 77  | ?  | ?    |